# Freeman (Dakota du Sud)
Pour les articles homonymes, voir Freeman.
Freeman est une municipalité américaine située dans le comté de Hutchinson, dans l'État du Dakota du Sud. Selon le recensement de 2010, elle compte 1 306 habitants. La municipalité s'étend sur 1,11 milles carrés (2,87 km2).
La ville est fondée en 1879. Lorsque les panneaux des gares sont installés, les villes de Menno et Freeman voient leur nom inversé. Freeman, qui aurait dû s'appeler Menno en référence à son importante communauté mennonite, doit son nom à l'un des premiers habitants de l'actuelle Menno.

## Démographie
| 1900 | 1910 | 1920 | 1930 | 1940 | 1950 |
| ---- | ---- | ---- | ---- | ---- | ---- |
| 525  | 615  | 894  | 987  | 976  | 944  |

| 1960  | 1970  | 1980  | 1990  | 2000  | 2010  |
| ----- | ----- | ----- | ----- | ----- | ----- |
| 1 140 | 1 357 | 1 462 | 1 293 | 1 317 | 1 306 |